# Ontwikkeling van de geluidsmeettechniek
De eerste publicatie over een elektrische geluidsmeter was van George W. Pierce in Proceedings of the American Academy of Arts and Sciences, v 43 (1907-8).
Vanaf de jaren 1930 vond er een verschuiving plaats van paardenrijtuigen naar auto's. Hierdoor veranderde het eeuwenlang constante geluidsklimaat in de steden. De komst van de gesproken film betekende ook een grote stimulans om geluidmeters te ontwikkelen, maar er was nog steeds geen standaardmethode voor geluidsmetingen. "Lawaai" (ongewenst geluid) werd een belangrijk publiek thema.
De eerste poging voor een standaard voor geluidsmeters (Z24.3) werd gepubliceerd door de American Standards Association in 1936, gesponsord door de Acoustical Society of America. In deze standaard stonden twee frequentiewegingscurves, "A" en "B", die waren gebaseerd op het karakter van het menselijk oor voor lage respectievelijk hogere geluidsniveaus.
Met de komst van diverse wetten in Nederland, zoals de oude Hinderwet, de Wet geluidhinder en de Arbowet, werd de A-weging in feite aangenomen als de "juiste" weging. Hetzelfde gebeurde in het buitenland (in de VS met de Walsh-Healy Act in 1969). Met de A-weging kan het geluid in één getal worden uitgedrukt in plaats van als een spectrum, dat veel moeilijker te begrijpen is voor niet-deskundigen. Bij het ontwikkelen van geluidsreducerende maatregelen is informatie over het gehele geluidsspectrum (bij alle frequenties dus) vaak wel noodzakelijk.